# Where the Pavement Ends
Where the Pavement Ends is een Amerikaanse dramafilm uit 1923 onder regie van Rex Ingram en Alice Terry. De film is wellicht zoekgeraakt.

## Verhaal
Dominee Spener is een missionaris in het Stille Zuidzeegebied. Zijn dochter Matilda wil terugkeren naar de bewoonde wereld. Kapitein Hull Gregson heeft een oogje op Matilda en wordt daarom lid van de kerk van dominee Spener. De dominee belooft kapitein Gregson de hand van zijn dochter, maar zij is inmiddels verliefd geworden op het inheemse opperhoofd Motauri.

## Rolverdeling
| Acteur          | Personage      |
| --------------- | -------------- |
| Edward Connelly | Dominee Spener |
| Alice Terry     | Matilda Spener |
| Ramón Novarro   | Motauri        |
| Harry T. Morey  | Hull Gregson   |
| John George     | Napuka Joe     |